# Adam Lundqvist
Adam Lundqvist, né le 20 mars 1994 à Nyköping en Suède, est un footballeur international suédois. Il joue au poste d'arrière gauche au BK Häcken.

## Biographie

### En équipe nationale
Il participe aux éliminatoires du championnat d'Europe des moins de 19 ans puis aux éliminatoires du championnat d'Europe espoirs.
Il reçoit sa première sélection en équipe nationale le 6 janvier 2016, en amical contre l'Estonie.

## Palmarès
- Vainqueur de la Coupe de Suède en 2014 avec l'IF Elfsborg
- Vainqueur de la Supercoupe de Suède en 2014 avec l'IF Elfsborg
- Vainqueur de la Coupe des États-Unis en 2018 avec le Dynamo de Houston